# برايان هورن
برايان هورن (بالإنجليزية: Brian Horne) (5 أكتوبر 1967 في المملكة المتحدة - ) هو لاعب كرة قدم بريطاني في مركز حراسة المرمى. لعب مع ستوك سيتي ونادي بورتسموث ونادي فارنبوروه ونادي ميدلزبره ونادي ميلوول ونادي هارتلبول يونايتد ونادي دوفر أتليتيك.

## وصلات خارجية
- برايان هورن على موقع قاعدة بيانات كرة القدم.إي يو (الإنجليزية)
- برايان هورن على موقع Soccerbase.com (لاعب) (الإنجليزية)
- برايان هورن على موقع عالم كرة القدم.نت (الإنجليزية)